# قاسم بن أصبغ
أبو محمد قاسم بن أصبغ البياني (244 هـ - عام 340 هـ) إمام ومحدّث أندلسي.

## سيرته
ولد قاسم بن أصبغ بن محمد بن يوسف بن ناصح بن عطاء لأسرة من موالي بني أمية في الأندلس، في 20 ذي الحجة عام 244 هـ.
سمع من بقي بن مخلد وابن وضاح وأصبغ بن خليل ومحمد بن عبد السلام الخشني بالأندلس، ورحل إلى المشرق مع محمد بن عبد الملك بن أيمن عام 274 هـ، فسمع بمكة وبغداد ومصر والقيروان وغيرها. وألف صحيح كصحيح مسلم وأبي داود، كما ألف كتب «بر الوالدين» و«مسند مالك» و«المنتقى في الآثار» و«الأنساب» و«الناسخ والمنسوخ» و«بديع الحسن» و«فضائل قريش» وكتابًا في أحكام القرآن وآخر في غرائب حديث مالك بن أنس فيما ليس في الموطأ.
حدث عنه حفيده قاسم بن محمد وعبد الله بن محمد الباجي وأبو عثمان سعيد بن نصر وأحمد بن القاسم التاهرتي وغيرهم. برع في إسناد الحديث وفي علوم اللغة والرجال. وقد أثنى عليه كثيرون من ابن حزم وابن عبد البر وأبي الوليد الباجي. كما ذكره أبو إسحاق الشيرازي في كتابه «طبقات الفقهاء»، فقال: إنه من أئمة المالكيين.
مات بقرطبة في 14 جمادى الأولى 340 هـ.